# The Power of Sympathy

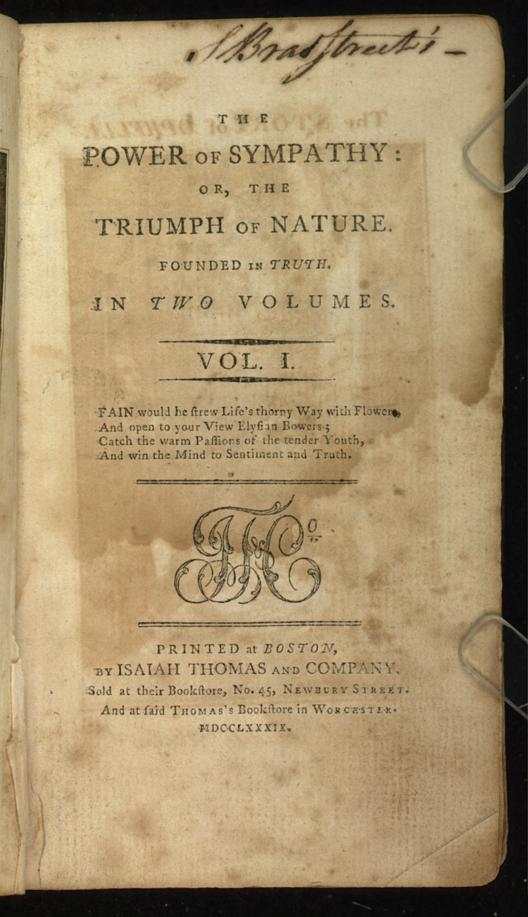
Titelpagina uit de eerste editie

The Power of Sympathy: or, The Triumph of Nature (1789) is een 18e-eeuwse Amerikaanse sentimentele roman in briefvorm, geschreven door William Hill Brown. Het werk wordt algemeen beschouwd als de eerste Amerikaanse roman.
Het boek werd op 21 januari 1789 gepubliceerd door Isaiah Thomas and Company te Boston. Het werk werd uitgegeven in twee kleine duodecimo volumes, de eerste met een koperplaatgravure van Samuel Hill op de frontispies. The Power of Sympathy is Browns eerste roman. Het boek waarschuwt tegen de gevaren van het toegeven aan passies, en bepleit de morele opvoeding van vrouwen alsook het gebruik van rationeel denken om de gevolgen van passionele daden te vermijden.
Het werk kreeg weinig aandacht, afgezien van een advertentie in The Independent Chronicle op 22 januari van het jaar van uitgave. Tijdens de eerste vijftig jaar werd het slechts driemaal gedrukt: de eerste keer in 1789, en twee keer tussen 1790 en 1800. 